# Beddomeia bowryensis
Beddomeia bowryensis é uma espécie de gastrópode  da família Hydrobiidae.
É endémica da Austrália.